# امصوفيات

تعديل مصدري - تعديل

امصوفيات هي إحدى قرى عزلة جيشان بمديرية جيشان التابعة لمحافظة أبين، بلغ تعداد سكانها 66 نسمة حسب تعداد اليمن لعام 2004.